# Claudia Corsini
Claudia Corsini (Roma, 24 dicembre 1977) è una pentatleta italiana.
Campionessa del mondo nel 2005.

## Biografia
Nel 2004, partecipa alle Olimpiadi di Atene centrando il 4º posto. Nel 2005, diventa la nuova campionessa mondiale di Pentathlon moderno, la prima italiana a fregiarsi di questo titolo. In passato l'Italia aveva infatti conquistato delle medaglie, ma mai individualmente. L'azzurra ha costruito la vittoria fin dalla prima gara, aggiudicandosi la prova di tiro. Ha poi proseguito con buone prestazioni nella scherma, nel nuoto e nell'equitazione. Nella prova di corsa ha poi staccato tutte le avversarie, realizzando un totale 5.672 punti. Nel 2006, ottiene il suo 5º titolo italiano come rappresentante delle Fiamme Azzurre accumulando 5.552 punti, precedendo di 88 punti Alessia Pieretti.. L'anno successivo centra l'oro a squadre all'Europeo di Riga, insieme alla stessa Pieretti e a Sara Bertoli. Ci riprova anche alle Olimpiadi di Pechino, stavolta però piazzandosi ben lontana dalle prime con un 14° finale.

## Palmarès
In carriera ha conseguito i seguenti risultati:
- Mondiali:

San Francisco 2002: argento nel pentathlon moderno a squadre e staffetta a squadre.
Varsavia 2005: oro nel pentathlon moderno individuale e bronzo staffetta a squadre.
- Europei

Sofia 2001: bronzo nel pentathlon moderno a squadre.
Usti nad Labem 2002: oro nel pentathlon moderno staffetta a squadre ed individuale ed argento a squadre.
Usti nad Labem 2003: argento nel pentathlon moderno staffetta a squadre.
Montepulciano 2005: bronzo nel pentathlon moderno staffetta a squadre.
Budapest 2006: bronzo nel pentathlon moderno a squadre.
Riga 2007: oro nel pentathlon moderno a squadre.